# Xonia

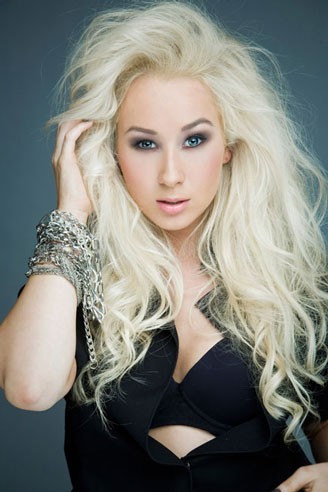
Xonia, 2009

Xonia (wirklicher Name Loredana Sachelaru; * 25. Juni 1989 in Melbourne, Australien) ist eine rumänische Sängerin, Songschreiberin, Schauspielerin und Tänzerin, die in Australien aufwuchs.

## Leben
Im Jahr 1997 zeigte Xonia Interesse an der Musik und wurde Anfang 2003 mit einem Plattenvertrag bei einem lokalen Musiklabel unter Vertrag genommen. Während ihrer Jugend arbeitete sie mit mehreren Musik-Produzenten wie Rob Davis, Doug Brady und Kevin Colbert, um ihr Debüt-Album aufzunehmen. Gleichzeitig absolvierte sie die Australian Ballet School (Certificate III in Dance) unter der Betreuung des Choreografen und Tanzlehrers Robert Sturrock.
In den früheren 2000er Jahren konzentrierte sie sich auf die Schauspielerei, nachdem sie eine Reihe von Cameoauftritten in TV-Serien wie Noahs Arc, SeaChange, Holly Helden und Nachbarn bekommen hatte.
Im Jahr 2006 wurde sie ausgewählt, am internationalen Schönheitswettbewerb „Miss Diaspora“ teilzunehmen. Sie trat in der Eröffnungs- und Schlussfeier der Melbourne Commonwealth Games auf und wurde ausgewählt, mit dem Gaststar Nathan Brown zu tanzen.
Im Jahr 2007 zeigte sie mit Pop-Sängerin Georgina Ward ihre Choreographie-Fähigkeiten für ihre Live-Shows. Schließlich wurde sie als Backup-Tänzerin in einigen Musikvideos, produziert von Ian Smith und Laura Gissara, vorgestellt.
Im Alter von 19 Jahren schrieb sie sich in Hollywood an der Popakademie ein, wo sie für kurze Zeit Tanz und Musiktheorie studierte.
Im Frühjahr 2008 begann sie eine Tournee in den Vereinigten Staaten, wo sie bei einigen Veranstaltungen für die rumänischen Diaspora sang.
Anschließend verbrachte sie einige Zeit in New York City, um ihre Musik aufzunehmen. Während sie in Amerika lebte, erhielt sie eine Einladung, als Jury-Mitglied beim jährlichen Miss Diaspora Contest teilzunehmen. Im selben Jahr trat sie beim Festival Callatis auf. Kurz danach erhielt sie eine Auszeichnung für ihre musikalischen Bemühungen und wurde vom Star Management Rumänien unter Vertrag genommen. Ihre Debüt-Single „Someone to You Love“ wurde Ende 2009 veröffentlicht. Im selben Jahr wurde sie ausgewählt, Australien auf dem internationalen Musik-Festival Goldener Hirsch zu vertreten, wo sie zwei Lieder sang: „Dirty Dancer“ und „Trandafir de la Moldova“. Während des Wettbewerbs boten ihr die Vertreter aus Rumänien einen Management-Vertrag an.
Im Frühjahr 2010 präsentierte sie ihre neue Single „Take the Lead“. Im Frühjahr 2010 arbeitete sie mit der rumänischen Popband Deepcentral für ihre neue Single „My Beautiful One“. Xonia arbeitet seit 2015 an ihrem Debütalbum mit den rumänischen Musikproduzenten Marius Moga, George Hora, Mihai Orgășanu und Deepcentral.

## Diskografie
Singles
- 2009: Dirty Dancer
- 2009: Someone to Love You (featuring DJ Dante)
- 2010: Take the Lead
- 2011: Hold On
- 2012: Remember
- 2012: Take My Breath Away
- 2013: Ping Pong
- 2013: You & I
- 2014: I Want Cha (featuring J Balvin)
- 2014: Vino Înapoi
- 2015: Slow
- 2016: Dancing Kizomba
- 2017: Jiggling (feat. Sonny Flame)
- 2018: Crave You